# 20785 Mitalithakor
20785 Mitalithakor è un asteroide della fascia principale. Scoperto nel 2000, presenta un'orbita caratterizzata da un semiasse maggiore pari a 2,4173861 UA e da un'eccentricità di 0,1085619, inclinata di 6,94296° rispetto all'eclittica.